# Cum ne noi
Cum ne noi este un single al celor de la Carla's Dreams lansat pe 14 mai 2015 în colaborare cu Delia. Piesa este compusă de Carla's Dreams, iar producători sunt Play & Win. „Cum ne noi” devine în scurtă vreme un hit național și doboară record după record. Ajunge pe primele poziții în mai toate topurile radiourilor din țară, de patru săptămâni numărul 1 în Republica Moldova în Airplay Top 100 și înregistrează în nici două luni de la lansare peste 19.000.000 de vizualizări. Un nou recordul pentru România și cel mai important vine după o lună de la lansarea oficială, hit-ul „Cum Ne Noi” ajunge prima piesă românească ce depășește 10.000.000 de vizualizări într-o lună.
La finalul anului, colaborarea dintre cei doi artiști înregistrează încă o performanță notabilă: single-ul ocupă primul loc în topul celor mai vizionate videoclipuri de pe YouTube din România cu un număr de peste 34.000.000 de vizualizări. 

## Bazele proiectului
„Cum Ne Noi” a fost compus chiar de cei de la Carla's Dreams, iar producătorii sunt cei de la Play & Win. Colaborarea dintre Carla's Dreams și Delia a adunat sute de like-uri și comentarii de admirație de la primele minute de la lansare.

Ce spune Delia despre proiect: 
 „Carla’s Dreams sunt niște artiști cu care mă înțeleg foarte bine, sunt speciali și deosebiți în peisajul muzical românesc. “Cum ne noi” e o piesă bună și e scrisă chiar de către ei. Îmi place să colaborez cu ei, drept pentru care, următorul meu single e scris tot de către Carla’s Dreams și e diferit față de tot ce există momentan pe radio, este o piesă curajoasă. La filmări a fost funny, nu am simțit presiune ori stres de niciun fel.”  

 
Ce spun Carla's Dreams despre proiect: 
 „Ne-am dorit de muult timp o colaborare cu Delia, nu doar pentru că este o prezență excepțională în muzica românească, ci și pentru că reprezintă, atât pentru noi, cât și pentru mulți alții, un standard al vocii feminine. În timp ce am lucrat împreună, lucrurile s-au legat frumos, o energie și o chimie extraordinare. Ce să mai… Delia! Suntem mândri să vă prezentăm o piesă așa cum am văzut-o și am simțit-o noi!”  

## Live
Pentru prima dată live, piesa s-a auzit la radioul ProFM, interpretată în timpul emisiunii „Alarma ProFM Live Session” unde a sunat chiar foarte bine în ciuda faptului că artista, Delia, era răgușită din cauza unei răceli.  Pe contul de YouTube al radio-ului a fost încărcat un clip cu prestația celor doi artiști, clip ce a strâns peste 700.000 de vizualizări.

## Videoclip

Scena din clip în care îi prezintă pe solistul trupei și Delia

Filmările au avut loc în București, în regia lui Bogdan Daragiu, alături de care Delia a mai lucrat pentru videoclipul piesei „Inima nu vrea”, colaborarea cu Horia Brenciu. Lansarea a avut loc pe 14 mai 2015, iar videoclipul a fost încărcat pe contul oficial de YouTube al casei de discuri Cat Music. Acesta înregistrează un real succes, într-o lună depășește 10.000.000 de vizualizări. În martie 2018, videoclipul avea peste 60.000.000.

## Controverse
Mega-hitul „Cum Ne Noi” ajunge în atența Consiliului Național al Audiovizualului (CNA) în urma unor reclamații primite cu privire la conotațiile sexuale pe care versurile le-ar conține. Posibilele măsuri ce puteau fi luate erau: difuzarea la TV doar după ora 22:00 sau chiar interzicerea single-ului. După o analiză, CNA a considerat că nu este încălcată legislația audiovizualului. 

## Performanța în topuri
În categoria pieselor românești a Media Forest România, „Cum Ne Noi” debutează pe a 5-a poziție cu un număr de 155 de redări la radio în prima săptămână. Timp de patru săptămâni consecutive, melodia se clasează pe locul al doilea, poziție câștigată de 173, 187, 211 și 225 difuzări. Hit-ul ajunge să ocupe primul loc cu un număr de 229 de difuzări la radio într-o săptămână. Timp de 7 săptămâni consecutive, „Cum Ne Noi” ocupă prima poziție a topului.
În topul „Hit Super 50”, cel de la Radio 21, piesa debutează pe locul 22, iar în „Most Wanted” la Radio Zu, își face apariția pentru prima dată pe poziția 28. 
La 10 zile de la lansarea oficială, „Cum Ne Noi” debutează în Romanian Top 100 pe locul 97, următoarea săptămână urcând 63 de locuri până pe 34, apogeul este înregistrat odată cu ocuparea primei poziții.
În clasamentele anului 2015, hit-ul „Cum Ne Noi” se clasează  pe primele poziții în mai toate topurile. Cel mai vizualizat videoclip de pe YouTube în 2015 în România este colaborarea dintre Carla's Dream și Delia.

## Topuri
| Grafic (2015)                       | Poziția |
| ----------------------------------- | ------- |
| Republica Moldova (Airplay Top 100) | 1       |
| România (Romanian Top 100)          | 1       |
| România (Kiss Top 40/Kiss FM)       | 1       |
| România (Hit Super 50/Radio 21)     | 2       |
| România (Media Forest)              | 1       |
| România (Top 30 Airplay/ProFM)      | 1       |
| România (Most Wanted/Radio Zu)      | 1       |

| Grafic (2015)                                  | Poziția |
| ---------------------------------------------- | ------- |
| România (Romanian Top 100)                     | 4       |
| România (Media Forest)                         | 3       |
| România (Kiss Top 40/Kiss FM)                  | 6       |
| România (Top 100 Airplay/ProFM)                | 8       |
| România (Top 30 Airplay Piese Românești/ProFM) | 1       |
| România (Top 50 Best Hits of 2015/Radio 21)    | 33      |

## Lansări
| Țara    | Data        | Format           | Casă discuri |
| ------- | ----------- | ---------------- | ------------ |
| România | 14 mai 2015 | Digital Download | Cat Music    |